# Реликтна чайка
Реликтната чайка (Ichthyaetus relictus) е вид птица от семейство Чайкови (Laridae). До 1971 г. се считаше, че е родственик на малката черноглава чайка и по традиция беше поставена в род Чайки (Larus).

## Разпространение
Видът се размножава в Монголия, Казахстан, Русия и Китай. През останалото време изглежда, че малки бройки мигрират в Южна Корея.
Среща се и в България.